# Svensk vapenexport
Med anledning av att Sverige fram till 2024 varit alliansfritt har ambitionen varit att i hög grad vara självförsörjande på försvarsmateriel. På senare år har Sverige dessutom utvecklats till en av världens största exportörer av försvarsmateriel i förhållande till BNP och capita. Åren 2001 till 2011 fyrdubblades svensk krigsmaterielexport. Huvuddelen av krigsmaterielexporten är för strid. Den svenska exporten av försvarsmateriel uppgick 2018 till 11,4 miljarder kronor. Sverige är den 15:e största vapenleverantören i världen sett till produktion. Men sett till Sveriges folkmängd tillhör Sverige de länder som exporterar mest. Under 2010-talet har Sverige legat mellan andra och tionde plats gällande vapenexport per capita. 
Svenska vapen används på senare år i konfliktområden såsom Myanmar (1983, 1989 och 2012). År 2012 användes granatgevär av modell Carl Gustaf av Burmas armé trots EU:s vapenembargo sedan 2010. Vapnen hade ursprungligen exporterat till Indien, och levererats via Singapore. Av de 62 länder som köpte svenska vapen 2012 var 43 part i konflikt, exempelvis USA och Indien.
De fem länder som Sverige exporterade mest till under 2013 var Thailand, USA, Norge, Saudiarabien och Indien, som tillsammans står för 58 procent av den svenska vapenexporten. 40 procent av svensk vapenexport gick 2013 till länder som organisationen Freedom House klassade som icke-fria (exempelvis Saudiarabien och Förenade arabemiraten) eller delvis fria (exempelvis Thailand).

## Svensk krigsmaterielindustri
Följande sammanställning visar exportens omfattning för de svenska vapenexportörer som exporterade för minst 100 miljoner kronor under 2016, samt uppgift om utländskt ägarskap:[Uppdatering behövs]
| Bolag                                                | Krigsmateriel för strid 2016 (MKR) | Övrigt krigs- materiel 2016 (MKR) | Utländskt ägarskap                                       | Viktiga produkter |
| ---------------------------------------------------- | ---------------------------------- | --------------------------------- | -------------------------------------------------------- | --- |
| Saab AB                                              | 1026                               | 5040                              | Nej                                                      | Flygplan (Saab 39 Gripen, Neuron), flygelektronik som radarsystemet Erieye, Carl Gustaf 84 mm granatgevär, Missilerna Robotsystem 70, Bamse, ubåtar och korvetter |
| BAE Systems Hägglunds AB                             | 2415                               | 567                               | Brittiska BAE Systems (100%).                            | Stridsfordon 90 Bandvagn 206/208 |
| BAE Systems Bofors AB                                | 369                                | 80                                | Amerikansk filial för BAE Systems (100%)                 | Kanoner |
| Norma Precision AB                                   | 11                                 | 258                               | Nej                                                      | Ammunition |
| SSAB EMEA AB                                         | 0                                  | 234                               | Svenskt-finskt                                           | Ballistisk stålplåt |
| Eurenco Bofors AB, f.d. Bofors Nobelkrut i Karlskoga | 231                                | 0                                 | Franska statliga krutbolaget SNPE (60,2%), finska Patria | Sprängämnen |
| FFV/Celsius dotterbolag Ordnance AB                  | 113                                | 74                                |                                                          | |
| Nammo Sweden AB (Nordic Ammunition Company)          | 197                                | 23                                | Norsk-finska Nammo AS (100%)                             | Ammunition och fyrverkerier |

## Myndigheter och beslutande organ
Försvarsexportmyndigheten (FXM) inrättades i augusti 2010 med syfte att hjälpa försvarsindustrin att exportera, och företräder svenska staten vid förhandling med andra länder. Myndighetens verksamhet finansierades med 80 miljoner kronor i statliga skattemedel per år 2010. Myndigheten upphörde vid årsskiftet 2015/16.
Regeringen har delegerat granskningen av tillstånd till Inspektionen för strategiska produkter (ISP, f.d. Krigsmaterielinspektionen). ISP handläggs av Enheten för nedrustning och icke-spridning (UD-NIS) på Utrikesdepartementet, vilket leds av utrikesministern. Exportkontrollrådet är en parlamentariskt tillsatt grupp som är rådgivande för ISP i krigsmaterialexportärenden.
Regeringen (försvarsministern) lämnar varje år en redogörelse för den svenska exportkontrollpolitiken till riksdagen (Försvarsutskottet). Utrikesministern och handelsministern ansvarar för policier för utrikespolitiken och regler för krigsmaterielexporten.

## Regelverk kring export av krigsmateriel
Svensk vapenexport berörs av vapenembargon beslutade av FN:s säkerhetsråd (enligt FN-resolutioner) såväl som EU. Svensk vapenexport har också att förhålla sig till Politik för Global Utveckling (PGU).

### Klassificering
Krigsmateriel definieras i en bilaga till förordning om krigsmateriel enligt 1 § lagen (1992:1300) om krigsmateriel. 
I bilagan finns bland annat dessa produkter upptagna som krigsmateriel: 
- Eldrörsvapen med kaliber mindre än 20 millimeter
- Artilleripjäser, såsom kanoner och haubitsar, granatkastare samt pansarvärnsvapen såsom granatgevär och pansarskott,
- Robotar (missiler), raketer, torpeder, bomber, hand- och gevärsgranater, land- och sjöminor för strid
- ABC-stridsmedel såsom kärnladdningar samt radiologiska, biologiska och kemiska stridsmedel
- Senapsgas, Sarin, Soman, Lewisit
- Programvara särskilt utformad för militära lednings-, kommunikations-, styrnings- eller underrättelsetillämpningar,
- Programvara för bestämmande av effekten av konventionella nukleära, kemiska och biologiska vapen.[16].

Till sin hjälp vid klassificering av produkter har ISP ett Teknisk-vetenskapligt råd (TVR). Ledamöterna är utsedda av regeringen på förslag från ISP.

### Tillståndsgivning
Krigsmateriel får inte tillverkas i Sverige utan tillstånd. ISP prövar frågor om tillstånd. Om ärendet har principiell betydelse eller annars är av särskild vikt ska ISP med eget yttrande lämna över ärendet till regeringens prövning.
Svenska myndigheter, svenska företag samt den som är bosatt i eller stadigvarande vistas i Sverige får inte heller utom landet bedriva sådan verksamhet utan tillstånd. Krigsmateriel får inte föras ut ur landet utan tillstånd.
Om en revisor i sin granskningsverksamhet har anmärkt på ett företags efterlevnad av bestämmelserna i revisionsberättelsen, ska revisorn genast sända in en kopia av revisionsberättelsen till ISP. En revisor vid en svensk statlig myndighet har motsvarande skyldighet.

### Skärpta regler för export till diktaturer
Grova och långvariga kränkningar av mänskliga rättigheter i mottagarlandet har varit ett centralt villkor för exporttillstånd enligt svenskt regelverk sedan länge, men Sverige har ofta beslutat om undantag mot det villkoret. År 2012 utsåg riksdagen en parlamentarisk kommitté med uppdrag att utreda hur regelverket för vapenexport kan skärpas så att export till diktaturer begränsas. Utredningen presenterades i juni 2015.
I juni 2017 kom regeringen Löfven I och allianspartierna överens om ett förslag där även demokratisk status införs som kriterium för vapenexport och där allvarliga (inte bara grova) kränkningar av mänskliga rättigheter utgör hinder för beviljande av tillstånd. Förslaget är emellertid inte ett absolut förbud mot vapenexport till diktaturer, utan ger fortfarande möjlighet till vissa undantag från kriteriet. Förslaget är en lagrådsremiss som föreslogs träda i kraft den 1 april 2018. Införs lagen blir Sverige först i världen med ett lagstadgat demokratikrav.
Förslaget trädde i kraft 1 april 2018. Skärpt exportkontroll av krigsmateriel hade sin bakgrund i den utveckling av utrikes-, försvars- och säkerhetspolitik som skett de senaste decennierna. Detta krävde att riktlinjerna och tillståndsprövningen moderniserades för att reglera exporten av vapen och krigsmateriel. Den huvudsakliga skillnaden är att mottagarlandets demokratiska status ska tas i beaktande vid tillståndsprövningen. Detta beror på att den svenska utrikespolitiken i övrigt nu genomsyras av viljan att främja demokrati, mänskliga rättigheter och hållbar utveckling.

### Krigsmateriel eller försvarsmateriel
Begreppet krigsmateriel används bland annat i lagstiftning och av fredsrörelsen. Enligt Lag (1992:1300) om krigsmateriel  och Förordning (1992:1303) om krigsmateriel  är det förbjudet att föra krigsmateriel ut ur landet eller tillverka krigsmateriel utan regeringens tillstånd. 
Försvarsmateriel är ett bredare begrepp som används av bland annat försvarsindustrin och myndigheter så som FMV och Inspektionen för strategiska produkter (ISP, f.d. Krigsmaterielinspektionen).
ISP uppger som skäl till att använda begreppet "försvarsmateriel" att det är ”ett mer rättvisande begrepp än krigsmateriel, eftersom produkterna kan användas i sammanhang som inte har med krigföring att göra”. I den svenska förvaltningen har ordstammen ”krigs” ändrats till ”försvars” så som exempelvis "Krigsmakten" till "Försvarsmakten". Anledningen till bytet var att understryka det fredsbevarande syftet Sveriges försvar har. Det enda undantaget där ordstammen "krigs" fortfarande används är just lagen (1992:1300) om krigsmateriel och förordningen (1992:1303) om krigsmateriel.
Namnändringen har fått kritik från fredsrörelsen för att vara ett försök att dölja att exporterade vapen är avsedda att kunna användas i krig, och för att det leder till onödig begreppsförvirring. Begreppet försvarsmateriel finns inte med i SAOL  och i dagsläget finns ingen lag som definierar försvarsmateriel på annat sätt än krigsmateriel.

## Kritik

### Vapenexport till diktaturer och länder i krig
I en opinionsundersökning genomförd av Demoskop i november 2009 ansåg 81 procent av befolkningen att Sverige inte ska tillåta vapenexport till länder i krig, och 92 procent att Sverige inte ska tillåta vapenexport till länder där allvarliga brott mot mänskliga rättigheter sker. Sedan beslut 1996 har delegerats från riksdagen till myndighetsnivå har en praxis utvecklats som innebär att undantag beviljas regelmässigt - i tusentals fall under de senaste åren - från förbud mot export till sådana länder. Svenska vapen har använts av flera totalitära regimer och i flera krig, exempelvis i Burma, Sri Lanka, Indonesien, Tunisien, och på senare år Egypten, Afghanistan och Irak. Sverige kritiseras av bland annat Amnesty och Svenska FN-förbundet för att exportera ökande andel vapen till länder som begår allvarliga brott mot mänskliga rättigheter, och till båda sidor i konflikter, exempelvis till både Indien och Pakistan. 
KRUT-utredningen (KRigsmaterielUTredningen) föreslog 2005, på initiativ av regeringen Persson, en uppluckring av reglerna för att underlätta internationellt försvarssamarbete och bättre återspegla praxis. Förslaget mötte kritik och genomfördes aldrig. I maj 2011 lovade folkpartiet, kristdemokraterna, miljöpartiet, socialdemokraterna, och vänsterpartiet tvärtom att verka för att reglerna skärps så att vapenexport i praktiken förhindras till diktaturer och länder där allvarliga brott mot mänskliga rättigheter sker i praktiken förhindras, men uttalade sig inte om krigförande länder. Trots detta löfte har vapen sålts under 2011 till Thailand, Saudiarabien, Indien, Pakistan och Förenade arabemiraten - länder som kränker mänskliga rättigheter, är inblandade i pågående krig eller är diktaturer.
Riksdagen beslutade den 19 maj 2011 att ge regeringen i uppdrag att ta fram en ny lag om krigsmateriel som skärper vapenexporten gentemot ickedemokratier. 
Projekt Simoom var ett kontroversiellt samarbete mellan Totalförsvarets forskningsinstitut (FOI) och Saudiarabien i syfte att tillsammans bygga en vapenfabrik i Saudiarabien, och att lära saudierna svensk vapenteknologi. Projektet avslöjades av Sveriges radios Ekoredaktion i mars 2012 kritiseras för komplicerade arrangemang med bulvanföretag i syfte att hindra insyn och debatt.

### Mutor och vapensmuggling
Boforsaffären avslöjades på 1980-talet, och avsåg dels smuggling av luftvärnsroboten Robot 70 till Dubai och Bahrain, trots att fred inte rådde i länderna, dels påståenden att Bofors skulle ha använts sig av 260 miljoner mutor till indiska befattningshavare att få sälja artilleripjäsen Haubits 77 till Indien.
2007 avslöjade SVT:s Uppdrag granskning att Saab och dess delägare BAE Systems mutat sig fram till beställningarna av JAS Gripen från Tjeckien, Ungern och Sydafrika. Våren 2011 medgav SAAB att dess delägare BAE Systems har använt mutor vid försäljning av JAS i Sydafrika.

### Bristande demokrati och felaktigt använda skattemedel
Inget annat land i Europa, kärnvapenmakterna inräknade, lägger en så stor del av försvarsanslagen på krigsmateriel som Sverige enligt en rapport av Svenska freds- och skiljedomsföreningen 2010. Trots att vapenexportens andel av BNP enbart är 0,4% (2007) så får vapenexporten omfattande ekonomiskt och politiskt stöd, bestående i motköpsavtal, exportstöd, exportkrediter, samt marknadsföringsinsatser av ambassadörer, ministrar och kungahuset, vilket kritiseras som felaktigt använda skattemedel. Stödet innefattar även omfattande anslag till kampanjbyråer, PR-konsulter och agenter, och kritiseras därför för att vila på lobbyism och nära personliga band mellan det militär-industriella komplexet och staten, snarare än på öppenhet och demokrati, och att detta påverkar svensk utrikespolitik. 
Den politiker som år 2010 ansågs ha haft störst betydelse för denna lobbyism är tidigare statsministern Göran Persson, idag PR-konsult för JKL, som har vapenindustrin som kunder. Andra personer som utpekas som betydelsefulla lobbyister är bland andra Marcus Wallenberg och Jan Nygren.

### Spridning av vapen till andra än köparen
M-3, en exportmodell av det svenska granatgeväret Carl Gustaf, uppmärksammades ha använts av regeringsstyrkorna i Burmesiska inbördeskriget i oktober 2012 trots att landet sedan länge var underställt ett vapenembargo från EU. Den burmesiska armén hade kommit över granatgeväret via ett tredje land.

### Konsekvenser av exporten
Fredsrörelsen och vissa forskare menar att det är bevisat att Sveriges vapenförsäljning gör världen mindre säker. När länder köper produkter blir kringliggande länder mer oroliga och börjar också köpa mer vapen, vilket leder till en kapprustningsspiral och att politiska konflikter lättare övergår i krig.